# Acalamayo
Acalamayo är en ort i Mexiko.   Den ligger i kommunen Tamazunchale och delstaten San Luis Potosí, i den sydöstra delen av landet, 200 km norr om huvudstaden Mexico City. Acalamayo ligger 702 meter över havet och antalet invånare är 140.
Terrängen runt Acalamayo är kuperad åt sydost, men åt nordväst är den bergig. Runt Acalamayo är det ganska tätbefolkat, med 60 invånare per kvadratkilometer. Närmaste större samhälle är Tamazunchale, 9,9 km nordost om Acalamayo. I omgivningarna runt Acalamayo växer i huvudsak städsegrön lövskog.